# Battaglia di San Juan (1625)
La battaglia di San Juan fu una battaglia della guerra degli ottant'anni, combattuta presso la città di San Juan a Porto Rico. Una spedizione olandese al comando di Boudewijn Hendricksz attaccò l'isola di Porto Rico, ma malgrado due mesi d'assedio la capitale San Juan continuò a resistere e di conseguenza gli olandesi dovettero arrendersi.

## Antefatto
La tregua dei dodici anni aveva portato al riconoscimento ufficiale della nascita della repubblica olandese da parte della Spagna, anche se gli olandesi continuarono a supportare Francia ed Inghilterra nella loro lotta alla Spagna nell'ambito della guerra dei trent'anni. Gli Stati Generali olandesi vedevano di buon occhio un'espansione commerciale dei loro commerci nel Nuovo Mondo, inclusa la formazione della Compagnia olandese delle Indie orientali, come pure il finanziamento di una serie di pirati per contrastare i mercantili spagnoli e portoghesi.

## La battaglia
Il 24 settembre 1625, 17 navi olandesi giunsero a San Juan de Puerto Rico, il cui governatore spagnolo era il veterano capitano generale Juan de Haro y Sanvitores che aveva ottenuto l'incarico da meno di un mese. Ad ogni modo, egli si preparò al meglio per ricevere il nemico preparando le batterie d'artiglieria del Castillo San Felipe del Morro posto all'entrata della baia di San Juan ed inviando il suo predecessore, Juan de Vargas, al vicino Boquerón con la milizia cittadina presso l'insenatura di Escambrón. Cannoni vennero posti al Boquerón e presso altre insenature, scavando anche delle trincee.
Hendricksz aveva pensato ad un piano ben studiato. Alle 13:00 del giorno successivo l'intera flotta olandese si diresse verso il porto di San Juan, guidata dalla sua ammiraglia. Entrambe le flotte si scambiarono dei colpi di cannone, ma la flotta olandese riuscì a passare il forte di El Morro con solo 4 morti e pochi feriti. Ad ogni modo, una serie di secche lungo la costa impedirono lo sbarco immediato delle truppe. Questo ritardo permise agli spagnoli abitanti nell'area di trovare rifugio nell'entroterra, mentre il governatore rnor marshaled his slender strength of 330 men within Castillo San Felipe del Morro.
Il 26 settembre, Hendricksz guidò 800 uomini a terra ed occupò una città praticamente svuotata dei suoi abitanti, facendo di La Fortaleza il suo quartier generale. Gli olandesi occuparono El Cañuelo ed il ponte di San Antonio, tagliando i rifornimenti a El Morro. Gli olandesi iniziarono a scavare delle trincee e ad installare 6 cannoni su un'altura chiamata "El Calvario". Hendricksz chiese la resa al forte "in nome degli Stati Generali e di Sua Altezza il principe d'Orange" minacciando che in caso contrario "nessuno sarà risparmiato, né vecchi né giovani, né donne né bambini". Haro rispose con una controfferta "se ci lascerete le navi con cui siete arrivati, vi lasceremo liberi di ripartire". Gli olandesi ovviamente non accettarono ed iniziarono degli scontri a fuoco con la fortezza di El Morro.
I miliziani portoricani riuscirono nel frattempo a riprendere il controllo del ponte di San Antonio ed i partigiani del capitano Andrés Botello ripresero il controllo del fiume Bayamón, dando alle fiamme El Cañuelo. Questo permise di riaprire una via di rifornimenti per El Morro. Le trincee olandesi avevano ormai raggiunto il forte di El Morro. Il 4 ottobre, Hero ordinò una sortita di 80 uomini su tre fronti, con Juan de Amézqueta che guidò personalmente l'operazione.
Hendricksz chiese nuovamente a Haro di capitolare il 21 ottobre: "arrenditi o bruceremo la città!" Hero rispose: "Abbiamo abbastanza coraggio e legna e pietre per ricostruirla". Il 22 ottobre, gli olandesi iniziarono a bruciare le costruzioni della città e più di 100 case, incluso il palazzo del vescovo Balbueno e la sua biblioteca andarono perduti, oltre agli archivi della città. Il capitano Amézqueta guidò una nuova sortita da El Morro, mentre il capitano Botello ne guidò una dal ponte di San Antonio che costrinse gli olandesi a tornare oltre le loro trincee e poi a bordo delle loro navi.

## Conseguenze
Gli olandesi dovettero rinunciare all'assedio il 2 novembre, dopo aver lasciato sul campo 400 morti.